# Гарднер, Мередит
Ме́редит Нокс Га́рднер (англ. Meredith Knox Gardner; 12 октября 1912, Миссисипи — 9 августа 2002, Мэриленд, США) — американский лингвист и криптоаналитик, наиболее известен вкладом в проект «Венона», позволившим прочесть часть переписки советских агентов в США с их центром в Москве.

## Биография
Мередит Гарднер, имея степень магистра языкознания, был преподавателем лингвистики в университетах Акрона, Техаса и Висконсина до перехода в Службу разведки сигналов в 1940 году. Он свободно владел французским, немецким, греческим, итальянским, японским, латинским, литовским, испанским и русским языками, в довершение к этому обладал необычайными аналитическими способностями.

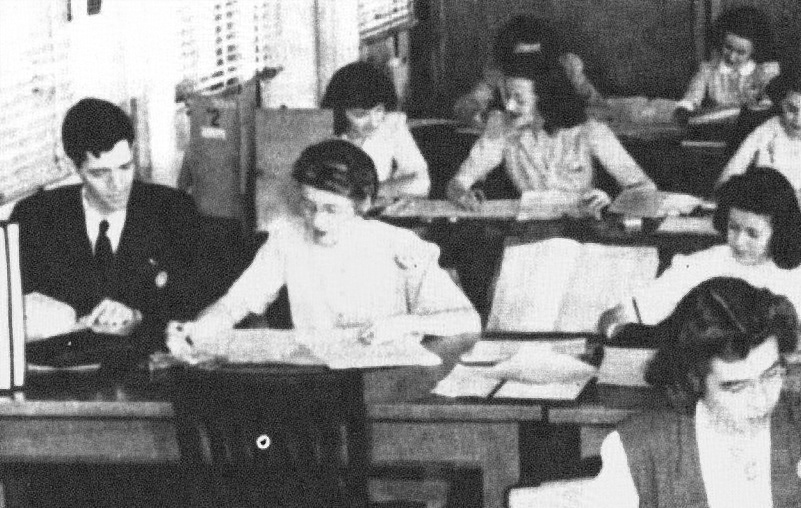
Мередит Гарднер в Арлингтон-холле

В 1946 году Мередит Гарднер смог прочесть сообщение от 1944 года и понял, что речь идёт об атомном шпионаже.
Работа Гарднера была строго засекречена, и первое признание публики пришло только после рассекречивания Веноны в 1995 году. На склоне лет Гарднер давал уроки латинского и решал кроссворды из «Таймс». Гарднер, много сделавший для поимки советских атомных шпионов, возражал против их смертной казни: «Эти люди хотя бы верили в то, что делали».